# 수리남 항공
수리남 항공(영어: Surinam Airways)은 수리남의 항공사로 허브 공항은 요한 아돌프 펜겔 국제공항이 있으며 본사는 수리남의 수도인 파라마리보에 위치해 있다.

## 역사
과거 네덜란드령 기아나(네덜란드어: Dutch Guiana)로 불리던 지금의 수리남의 여러 도시들을 연결하기 위해 1955년 설립되었다. 설립 초기에 파라마리보에서 모엔간 국내선 노선을 운항하였다. 1962년 8월 수리남 루흐트 바트마트 샤피가 공식 설립되었다. 1975년 11월 수리남이 네덜란드부터 독립하면서 SLM은 현재의 사명으로 변경 후 국영 항공사가 되었다. 현재 수리남 정부가 전액 출자하였다.

## 보유 기종
- 2019년 10월 기준으로 수리남 항공은 다음과 같은 기종을 보유하고 있으며 평균 기령은 16.2년이다.[3][4]

## 사건 및 사고
- 수리남 항공 764편 추락 사고